# Prosoplus albomarmoratus
Prosoplus albomarmoratus là một loài bọ cánh cứng trong họ Cerambycidae.